# Gregorio
Gregorio  è un nome proprio di persona italiano maschile.

## Varianti
- Maschili
  - Alterati: Gregorino, Gregoriello[1]
  - Ipocoristici: Gorio[1][5], Goro[1][5], Gorello[1][5], Goretto[5], Gorino[5], Goriano[5]
- Femminili: Gregoria[3][5]
  - Alterati: Gregorina[5]
  - Ipocoristici: Goretta[5], Gorina[5]

### Varianti in altre lingue
- Albanese: Gregori
- Armeno: Գրիգոր (Krikor, Grigor)[2][4]
- Asturiano: Gorgorio[6]
  - Ipocoristici: Goyo[6]
- Basco: Gergori[6]
- Bulgaro: Григор (Grigor)[2]
- Catalano: Gregori[6]
  - Ipocoristici: Gori[6]
- Ceco: Řehoř[2][4]
- Croato: Grgur[2]
  - Ipocoristici: Grga[2]
- Danese: Gregers[2][4]
- Finlandese: Reijo[2][4], Reko[2]
- Francese: Grégoire[2][3][4], Grégory
- Galiziano: Gregorio[6], Xilgorio[6]
- Gallese: Grigor[2][4]
- Georgiano: გრიგოლ (Grigol)[2], გრიგოლი (Grigoli)
- Greco antico: Γρηγόριος (Grēgorios)[2][3][4][5]
- Greco moderno: Γρηγόρης (Grīgorīs)[2], Γρηγόριος (Grīgorios)[2]
- Inglese: Gregory[2][3][4][7]
  - Ipocoristici: Greg[2][4], Gregg[2]
- Irlandese: Gréagóir[2][4]
- Latino: Gregorius[1][2][3][4][5][7]
- Lettone: Grigorijs[2]
- Ligure: Grigheu[8], Gregöio[9]
- Lituano: Grigalius
- Macedone: Григор (Grigor)[2], Глигор (Gligor)[2]
- Norvegese: Gregers[2][4]
- Polacco: Grzegorz[2][4]
- Portoghese: Gregório
- Rumeno: Grigore[2][4], Grigoriu, Gregoriu
- Russo: Григорий (Grigorij)[2][3][4]
  - Ipocoristici: Гриша (Griša)[2][3]
- Scozzese: Gregor[2][4], Griogair[2][4], Griogal[4]
  - Ipocoristici: Greig[2]
- Serbo: Гргур (Grgur)
- Slovacco: Gregor[2]
- Sloveno: Grega[2], Gregor[2]
- Spagnolo: Gregorio[2][4][6]
  - Ipocoristici: Goyo[2][6]
- Svedese: Greger[2]
- Tedesco: Gregor[2]
- Ucraino: Григорій (Hryhorij)[2]
- Ungherese: Gergely[2][4]
  - Ipocoristici: Gergő[2][4]

## Origine e diffusione
Deriva, attraverso il latino Gregorius, dal nome greco Γρηγόριος (Grēgorios), entrambi attestati solo in epoca tardo imperiale a partire dal IV secolo; alla radice si trova il verbo greco γρηγορέω (grēgoreō, "sono completamente sveglio"), quindi il nome assume il senso di "sveglio", sia nel senso di "all'erta", "desto", sia in quello di "d'ingegno pronto", "attivo" (risultando quindi analogo per semantica al nome Ira). È stato in alcuni casi confuso con il termine latino gregarius ("gregario", "che sta in gruppo").
Il nome godeva di ampia popolarità in ambienti cristiani (dove, del resto, venne probabilmente coniato) perché interpretato come "destato alla nuova fede", "pronto nella fede"; venne portato sia da grandi padri della Chiesa greca, sia da papi e santi di quella romana, il che gli ha permesso di diffondersi in tutta la cristianità attraverso il Medioevo e fino ai tempi moderni; fa eccezione la Gran Bretagna, dove cominciò ad essere usato solo dopo la conquista normanna, divenendo popolare intorno al XII secolo e dando origine ad alcuni cognomi, quali Greer e Grieg.
In Italia è diffuso maggiormente al Sud, specie in Sicilia, tranne che per gli abbreviati, tipici della Toscana.

## Onomastico

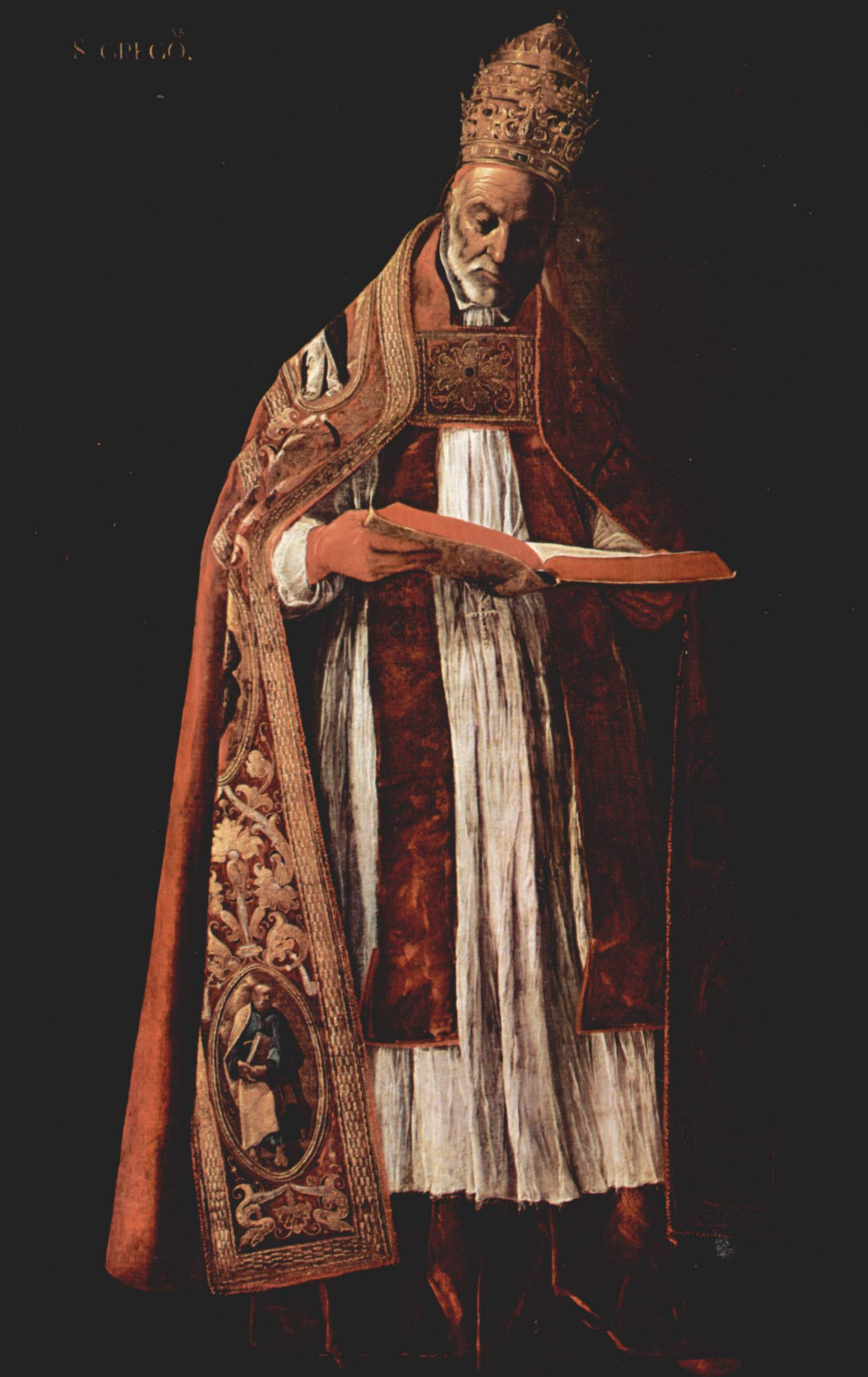
Papa Gregorio I, detto "Gregorio Magno"

L'onomastico ricorre generalmente il 3 settembre, in memoria del santo papa Gregorio Magno, dottore della Chiesa; sono però numerosissimi i santi che portano questo nome, tra i quali, alle date seguenti:
- 1º gennaio, san Gregorio Nazianzeno il vecchio, vescovo di Nazianzo[11]
- 2 gennaio, san Gregorio Nazianzeno o Gregorio il Teologo, figlio del precedente, vescovo di Nazianzo, padre e dottore della Chiesa[10]
- 4 gennaio, san Gregorio, vescovo di Langres[3][10][11]
- 5 gennaio, san Gregorio di Creta, mendicante a Gerusalemme e quindi monaco a Roma e a Costantinopoli[11]
- 8 gennaio, san Gregorio di Pečers'k, detto il Taumaturgo, monaco ucraino
- 10 gennaio, beato Gregorio X, papa[3][10]
- 11 febbraio, san Gregorio II, papa[3][10][11]
- 27 febbraio, san Gregorio di Narek, dottore della Chiesa armena[10]
- 9 marzo (o 10 gennaio), san Gregorio di Nissa, vescovo, fratello di san Basilio Magno[10][11]
- 16 marzo, san Gregorio Makar, vescovo di Nicopoli d'Armenia e poi eremita a Pithiviers (Francia)[11]
- 24 aprile, san Gregorio, vescovo di Elvira[3][11]
- 26 aprile, beato Gregorio, domenicano di Besiáns
- 5 maggio, beato Gregorio Boleslao Frackowiak, religioso e martire a Dresda sotto i nazisti[10]
- 9 maggio, san Gregorio, vescovo di Ostia[10][11]
- 11 maggio, beato Gregorio Celli, religioso[10]
- 25 maggio, san Gregorio VII, papa[3][10][11]
- 5 giugno, san Gregorio, vescovo di Lilibeo, martire sotto Tircano[10][11]
- 5 giugno, san Gregorio, martire a Roma, venerato ad Anversa[11]
- 18 giugno, san Gregorio Barbarigo, vescovo di Bergamo e poi di Padova[10][11]
- 18 giugno, san Gregorio, vescovo in Nord Africa e poi predicatore a Fragalata in Sicilia[11]
- 22 giugno, san Gregorio I, vescovo di Agrigento, martire sotto Valeriano[10][11]
- 9 luglio, san Gregorio Maria Grassi, religioso francescano, vescovo, uno dei martiri cinesi uccisi durante la rivolta dei Boxer[10][11]
- 25 agosto, san Gregorio, abate e vescovo di Utrecht[3][10][11]
- 30 settembre, san Gregorio Illuminatore, primo catholicos d'Armenia, fondatore e santo patrono della Chiesa apostolica armena[3][10][11]
- 4 novembre, san Gregorio da Cerchiara o di Burtscheid, monaco a Santa Maria delle Armi e poi in Germania[11]
- 5 novembre, beato Gregorio Lakota, vescovo e martire nel campo di lavoro di Abez, presso Vorkuta[10]
- 8 novembre, san Gregorio, abate di Eisendieln[11]
- 14 novembre, san Gregorio Palamas, monaco del Monte Athos[10]
- 17 novembre, san Gregorio, vescovo di Tours[3][10][11]
- 17 novembre, san Gregorio Taumaturgo, vescovo di Neocesarea del Ponto[3][10][11]
- 20 novembre, san Gregorio il Decapolita, monaco ed eremita in Asia Minore[10][11]
- 23 novembre, san Gregorio II, vescovo di Agrigento[3][10][11]
- 28 novembre, san Gregorio, martire a Costantinopoli con altri trecento compagni[11]
- 10 dicembre (o 28 novembre), san Gregorio III, papa[3][10][11]
- 12 dicembre, san Gregorio, monaco benedettino a Terracina[11]
- 19 dicembre, san Gregorio, vescovo di Auxerre[3][11]
- 24 dicembre, san Gregorio, sacerdote, martire a Spoleto sotto Massimiano[3][10][11]

## Persone

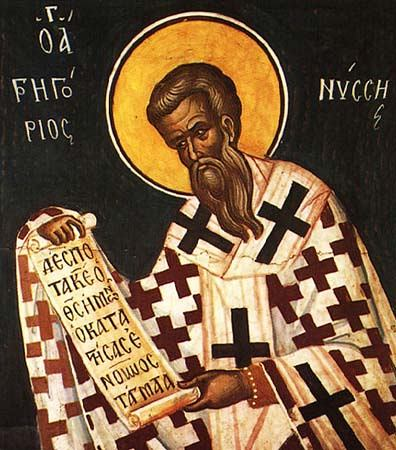
Gregorio di Nissa

Gregorio Ricci Curbastro

- Gregorio I detto Gregorio Magno, 64º papa della Chiesa cattolica, dal 590 al 604
- Gregorio VII, 157º papa, dal 1073 al 1085
- Gregorio IX, 178º papa, dal 1227 al 1241
- Gregorio X, 184º papa, dal 1271 al 1276
- Gregorio Nazianzeno, vescovo, teologo, scrittore e santo bizantino
- Gregorio Palamas, monaco, arcivescovo ortodosso e santo bizantino
- Gregorio di Nissa, vescovo, teologo e santo greco antico
- Gregorio di Pečers'k, monaco e santo ucraino
- Gregorio di Tours, vescovo, storico, agiografo e santo gallo-romano
- Gregorio Allegri, compositore, sacerdote e cantore italiano
- Gregorio Aráoz de Lamadrid, militare e politico argentino
- Gregorio De Ferrari, pittore italiano
- Gregorio del Pilar, generale filippino
- Gregorio Fernández, scultore spagnolo
- Gregorio Jover, anarchico spagnolo
- Gregorio Ricci Curbastro, matematico italiano
- Gregorio Sciltian, pittore armeno

### Variante Gregory

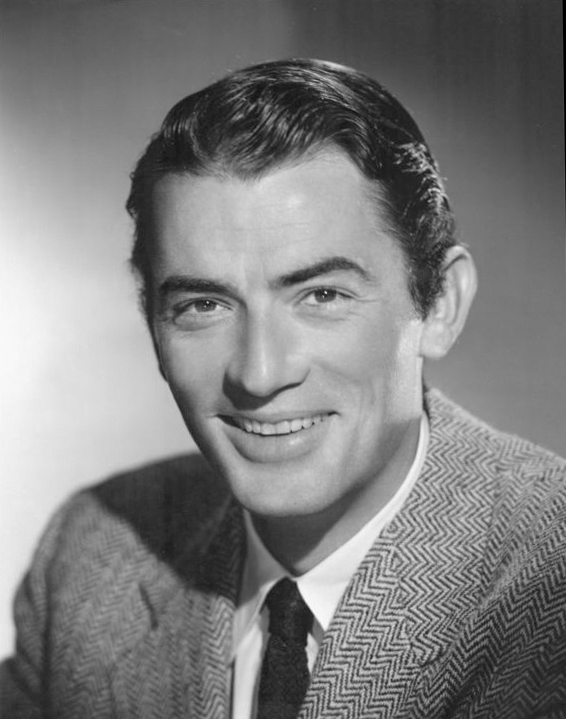
Gregory Peck

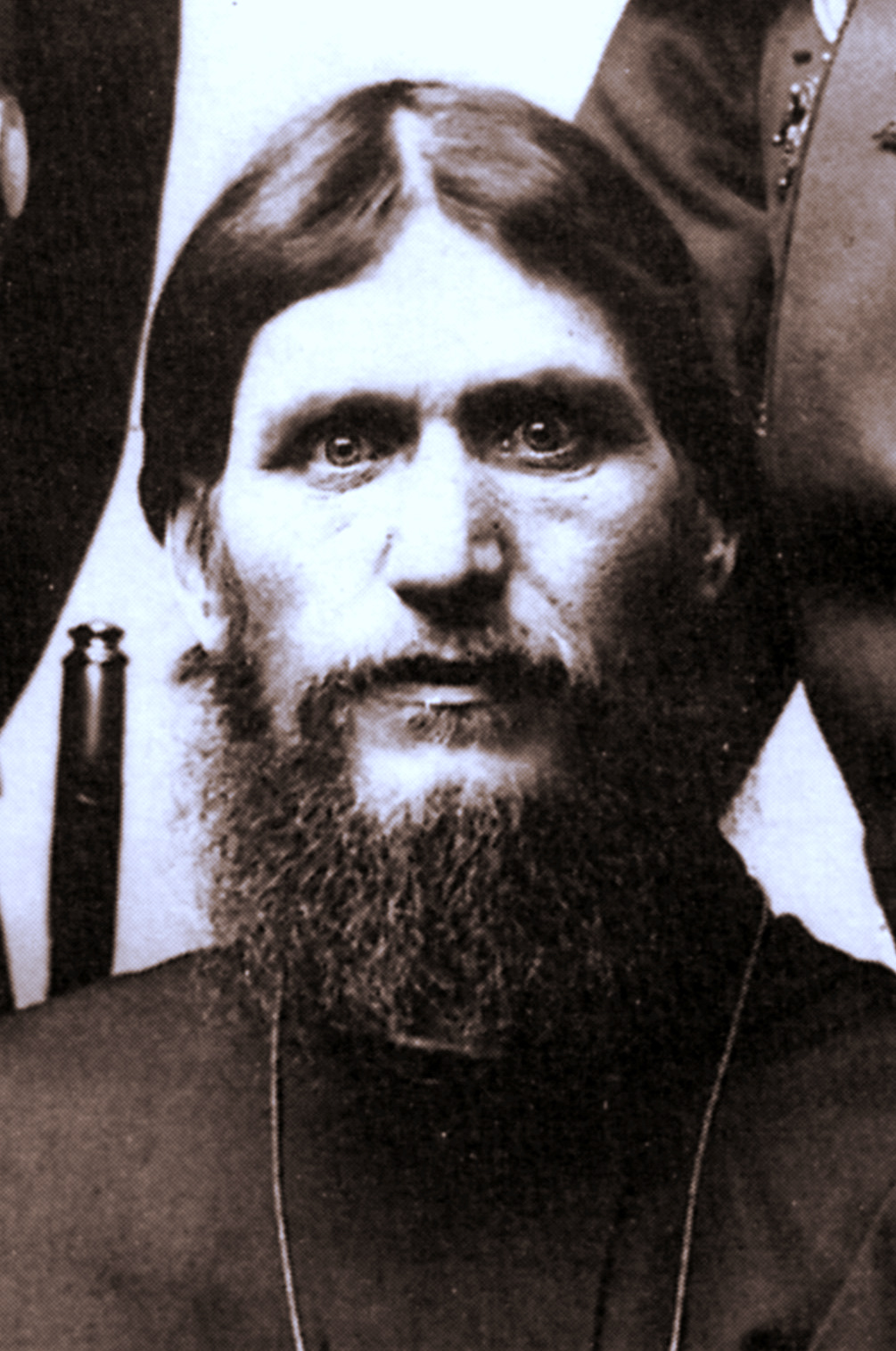
Grigorij Efimovič Rasputin

- Gregory Bateson, antropologo, sociologo e psicologo britannico
- Gregory Benford, scrittore e fisico statunitense
- Gregory Chamitoff, ingegnere e astronauta statunitense
- Gregory Corso, poeta statunitense
- Gregory Isaacs, cantante giamaicano
- Gregory Kunde, tenore statunitense
- Gregory La Cava, regista, produttore cinematografico e sceneggiatore statunitense
- Gregory Peck, attore statunitense
- Gregory Goodwin Pincus, fisiologo statunitense
- Gregory van der Wiel, calciatore olandese

### Variante Grigorij

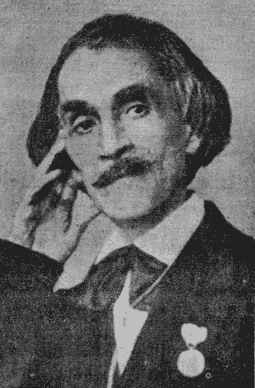
Grigore Alexandrescu

- Grigorij Grum-Gržimajlo, entomologo e geografo russo
- Grigorij Kozincev, regista cinematografico e regista teatrale ucraino
- Grigorij Jakovlevič Levenfiš, scacchista sovietico
- Grigorij Margulis, matematico russo
- Grigorij Ordžonikidze, politico e rivoluzionario georgiano
- Grigorij Orlov, militare e statista russo
- Grigorij Perel'man, matematico russo
- Grigorij Potëmkin, militare e politico russo
- Grigorij Rasputin, monaco russo
- Grigorij Šelichov, esploratore, navigatore e mercante russo
- Grigorij Zinov'ev, rivoluzionario e politico sovietico

### Variante Grigore
- Grigore Alexandrescu, poeta rumeno
- Grigore Moisil, matematico rumeno
- Grigore Ureche, letterato rumeno
- Grigore Vieru, poeta moldavo

### Variante Gregor

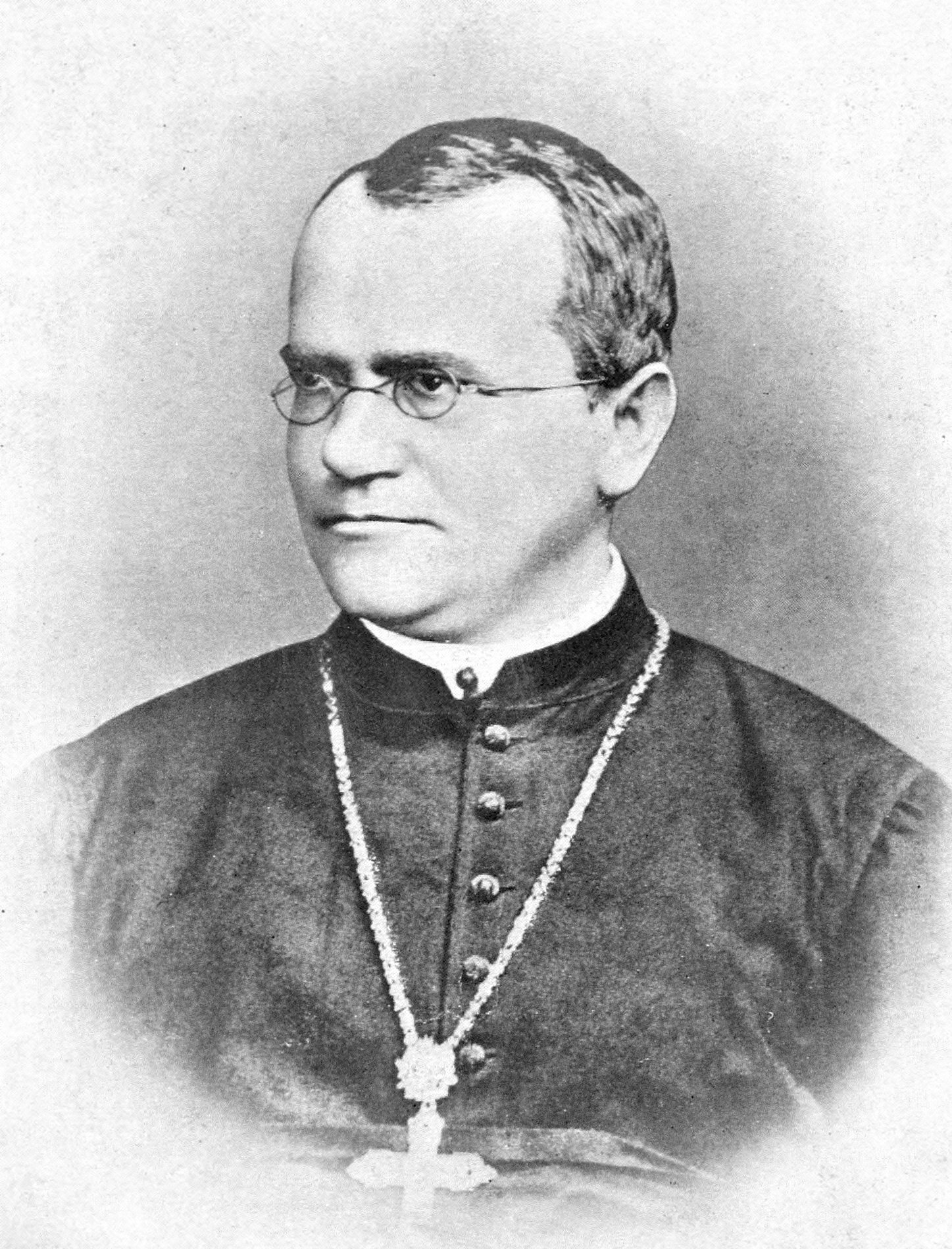
Gregor Mendel

- Gregor Csiky, drammaturgo e scrittore ungherese
- Gregor Ebner, medico tedesco
- Gregor MacGregor, militare, avventuriero e truffatore scozzese
- Gregor Mendel, biologo, matematico e religioso ceco
- Gregor Schlierenzauer, saltatore con gli sci austriaco
- Gregor Strasser, politico tedesco

### Variante Greg
- Greg Bear, scrittore statunitense

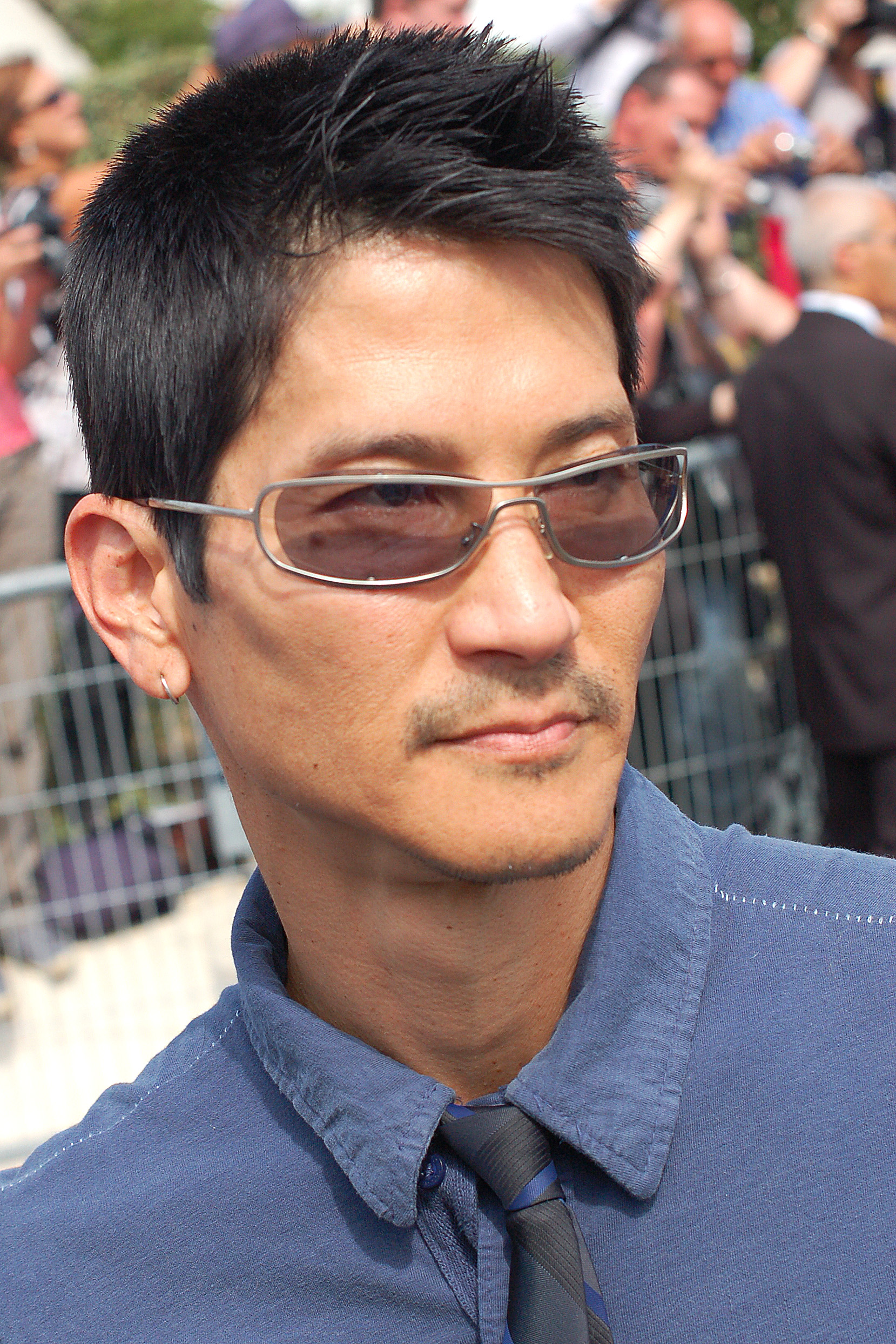
Gregg Araki

- Greg Egan, scrittore di fantascienza australiano
- Greg Grunberg, attore statunitense
- Greg Kinnear, attore statunitense
- Greg Lake, chitarrista, bassista e cantante britannico
- Greg Louganis, tuffatore statunitense
- Greg Maddux, giocatore di baseball statunitense

### Variante Gregg
- Gregg Allman, cantante, tastierista e chitarrista statunitense
- Gregg Araki, regista, sceneggiatore e produttore cinematografico statunitense
- Gregg Bissonette, batterista statunitense
- Gregg Henry, attore e musicista statunitense
- Gregg Popovich, allenatore di pallacanestro e dirigente sportivo statunitense
- Gregg Sulkin, attore britannico

### Altre varianti maschili

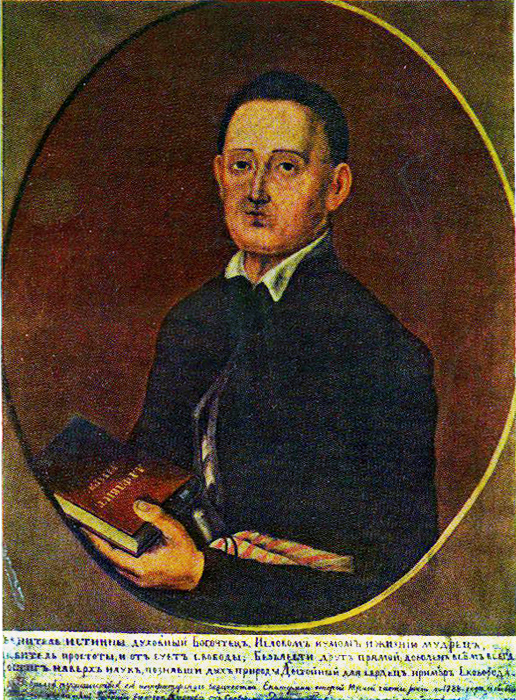
Hryhorij Savyč Skovoroda

- Krikor Bedros XV Aghagianian, cardinale e patriarca cattolico armeno, patriarca di Cilicia degli Armeni della Chiesa armeno-cattolica
- Grégory Coupet, calciatore francese
- Gregório de Matos, poeta e avvocato brasiliano
- Grigor Dimitrov, tennista bulgaro
- Grzegorz Krychowiak, calciatore polacco
- Gregoris Lambrakis, politico, medico e atleta greco
- Grzegorz Lato, calciatore polacco
- Grégoire Leprince-Ringuet, attore francese
- Gregorios Papaflessas, patriota, sacerdote e politico greco
- Hryhorij Savyč Skovoroda, poeta e filosofo ucraino naturalizzato russo
- Gregorios II Youssef-Sayour, patriarca cattolico egiziano

### Variante femminile Gregoria
- Grigoria Antōniou, modella e showgirl greca
- Gregoria Massimiliana d'Asburgo, arciduchessa austriaca
- Gregoria de Jesús, rivoluzionaria e attivista filippina
- Gregoria Micaela Toledo Machín, attrice e modella spagnola

## Il nome nelle arti
- Gregory è un personaggio della serie manga e anime Dragon Ball.
- Gregor Bergmeister è un personaggio della soap opera Tempesta d'amore.
- Gregor Clegane è un personaggio dei romanzi della serie Cronache del ghiaccio e del fuoco, scritta da George R. R. Martin.
- Gregor Samsa è il protagonista del romanzo di Franz Kafka La metamorfosi.
- Gregorio Di Spelta è un personaggio della commedia La grande magia di Eduardo De Filippo.
- Gregory Goyle è un personaggio della serie di romanzi e film Harry Potter, creata da J. K. Rowling.
- Gregory House è il protagonista della serie televisiva Dr. House - Medical Division.
- Gregory Hunter è un personaggio dei fumetti di Antonio Serra.
- Greg Montgomery è un personaggio della serie televisiva Dharma & Greg.
- Gregory "Greg" Heffley è il protagonista della serie di libri Diario di una schiappa.